# Rozelieures
Rozelieures is een gemeente in het Franse departement Meurthe-et-Moselle (regio Grand Est) en telt 139 inwoners (1999). De plaats maakt deel uit van het arrondissement Lunéville.

## Geografie
De oppervlakte van Rozelieures bedraagt 9,2 km², de bevolkingsdichtheid is 15,1 inwoners per km².
De onderstaande kaart toont de ligging van Rozelieures met de belangrijkste infrastructuur en aangrenzende gemeenten.

## Demografie
Onderstaande figuur toont het verloop van het inwonertal (bron: INSEE-tellingen).